# Ландсберг-ам-Лех (район)
Ландсберг-ам-Лех (нем. Landsberg am Lech) — район в Германии, в  административном округе Верхняя Бавария Республики Бавария. Центр района — крупный районный город Ландсберг-ам-Лех. Региональный шифр — 09 1 81. Регистрационные номера транспортных средств (нем. Kraftfahrzeugkennzeichen) — LL.
По данным на 31 декабря 2015 года:
- территория — 80 437,74 га;[3]
- население  — 117 657 чел.;[1][4]
- плотность населения — 146,27 чел./км²;
- землеобеспеченность с учётом внутренних вод — 6836,63 м²/чел.

## Административное устройство
В состав района входят в общей сложности 31 община (муниципалитет), в том числе одна городская, две ярмарочных и 28 сельских. В соответствии с законодательством Баварии центр района Ландсберг-ам-Лех имеет статус крупного районного города (нем. Große Kreisstadt) (всего в Баварии 29 таких городов). Двадцать две общины района объединены в семь административных сообществ. На территории района межобщинных (неинкорпорированных, некорпоративных, невключённых) территорий нет.

### Городские общины
1. Ландсберг-ам-Лех (28708	чел.,	5789.67	га)

### Ярмарочные общины
1. Диссен-ам-Аммерзе (10326	чел.,	8266.62	га)
2. Кауферинг (10149	чел.,	1769.06	га)

### Сельские общины
1. Апфельдорф (1136	чел.,	1231.22	га)
2. Вайль (3775	чел.,	4448.07	га)
3. Виндах (3759	чел.,	2484.94	га)
4. Гельтендорф (5556	чел.,	3481.97	га)
5. Грайфенберг (2228	чел.,	820.84	га)
6. Денклинген (2581	чел.,	5676.06	га)
7. Иглинг (2495	чел.,	2633.71	га)
8. Кинзау (1048	чел.,	1144.07	га)
9. Обермайтинген (1669	чел.,	992.76	га)
10. Пенцинг (3685	чел.,	3380.81	га)
11. Притрихинг (2474	чел.,	2537.76	га)
12. Пюрген (3476	чел.,	2198.67	га)
13. Райхлинг (1668	чел.,	2325.83	га)
14. Ротт (1577	чел.,	1974.38	га)
15. Тайнинг (972	чел.,	870.52	га)
16. Унтердисен (1436	чел.,	1279.4	га)
17. Уттинг-ам-Аммерзе (4562	чел.,	1900.63	га)
18. Фильгертсхофен (2600	чел.,	2709.5	га)
19. Финнинг (1811	чел.,	2332.62	га)
20. Фуксталь (3743	чел.,	3974.84	га)
21. Хофштеттен (1838	чел.,	1702.18	га)
22. Хурлах (1820	чел.,	1717.59	га)
23. Швифтинг (969	чел.,	1144.71	га)
24. Шойринг (1934	чел.,	2126.31	га)
25. Шондорф-ам-Аммерзе (3944	чел.,	659.85	га)
26. Эглинг-ан-дер-Пар (2247	чел.,	2076.98	га)
27. Эрезинг (1790	чел.,	1422.82	га)
28. Эхинг-ам-Аммерзе (1681	чел.,	623.67	га)

### Объединения общин

#### Административное сообществоВиндах
1. Виндах (3 601)
2. Финнинг (1 676)
3. Эрезинг (1 717)

#### Административное сообществоИглинг
1. Иглинг (2 407)
2. Обермайтинген (1 563)
3. Хурлах (1 577)

#### Административное сообществоПритрихинг
1. Притрихинг (2 380)
2. Шойринг (1 836)

#### Административное сообществоПюрген
1. Пюрген (3 149)
2. Хофштеттен (1 759)
3. Швифтинг (843)

#### Административное сообществоРайхлинг
1. Апфельдорф (1 071)
2. Кинзау (993)
3. Райхлинг (1 639)
4. Ротт (1 492)
5. Тайнинг (918)
6. Фильгертсхофен (2 452)

#### Административное сообществоФуксталь
1. Унтердисен (1 339)
2. Фуксталь (3 399)

#### Административное сообществоШондорф-ам-Аммерзе
1. Грайфенберг (2 040)
2. Шондорф-ам-Аммерзе (3 904)
3. Эхинг-ам-Аммерзе (1 657)

Данные о населении приведены по состоянию на 31 декабря 2015 года (по административным сообществам — на 31 декабря 2010 года).
Данные о территории приведены по состоянию на 31 декабря 2015 года.

## Население
По оценке на 31 декабря 2015 года население района составляет 117 657 человек.
| Дата      | 1840  | 1871  | 1900  | 1925  | 1939  | 1950  | 1961  | 1970  | 1987  | 2011   |
| --------- | ----- | ----- | ----- | ----- | ----- | ----- | ----- | ----- | ----- | ------ |
| Население | 28571 | 32287 | 36358 | 42788 | 45528 | 67220 | 64276 | 70313 | 83612 | 113085 |

| Год       | 1960  | 1970  | 1980  | 1990  | 2000   | 2009   | 2010   | 2011   | 2012   | 2013   | 2014   | 2015   |
| --------- | ----- | ----- | ----- | ----- | ------ | ------ | ------ | ------ | ------ | ------ | ------ | ------ |
| Население | 63691 | 71034 | 78081 | 90322 | 105939 | 114134 | 114626 | 113539 | 114223 | 114926 | 116118 | 117657 |

## Внешние ссылки
- Официальная страница (нем.)